# Студенческое (Кыргызстан)
Студенческое (кирг. Студенческое) — село в Сокулукском районе Чуйской области Кыргызстана. Входит в состав Фрунзенского айылного аймака.

## География
Село расположено в центральной части области, на расстоянии приблизительно 9 километров (по прямой) к северо-востоку от села Сокулук, административного центра района. Абсолютная высота — 687 метров над уровнем моря.

## Население
Согласно оценочным данным Национального статистического комитета Кыргызской Республики, численность населения села на начало 2023 года составляла 2696 человек.
| год     | 2009 | 2014 | 2015 | 2020 | 2021 | 2023 |
| ------- | ---- | ---- | ---- | ---- | ---- | ---- |
| человек | 2018 | 1919 | 2128 | 2603 | 2664 | 2696 |